# انکه بورخمان
آنکه بورخمان (انگلیسی: Anke Borchmann؛ زادهٔ ۲۳ ژوئن ۱۹۵۴) قایقران روئینگ اهل آلمان شرقی بود.
وی در مسابقات کشوری و بین‌المللی در مجموع برندهٔ ۳ مدال طلا شده‌است.